# Мазепа-Фест
«Мазепа-Фест» — етно-рок фестиваль у місті Полтава заснований 2003 року. Місцем проведення є Співоче Поле ім. Марусі Чурай у парку «Перемога». Програма перших фестивалів включала винятково виступи колективів українського року. В наступні роки додавалися кінопокази, концерти хорової музики та інші події.

## Історія
Всеукраїнський фестиваль рок-музики «Мазепа-фест» заснований у 2003-му році Полтавським обласним об'єднанням товариства «Просвіта». Ініціатором створення фестивалю став голова ПООТ «Просвіта» Микола Кульчинський. До оргкомітету також увійшли музикознавець Олександр Євтушенко та Сергій Архипчук, котрий став його головним режисером та ведучим. Як правило, в дні коли він проводився «Співоче поле» збирало кілька тисяч молоді. Фестиваль 2016-го за збігом ряду обставин, зокрема жанрово застарілого репертуару, виявився найпровальнішим. Надалі планувалося перенесення заходу до Коломаку.

## Хронологія

### 2003 рік, 6 червня
Учасники:
- «ДМЦ»
- «Бавовна»
- Хор «Академія» (студенти МАУП)
- «Транс-формер»
- «Арахнофобія»
- Едуард Драч
- Юрій Товстоган
- «Перлина степу»
- «Сад»
- «Вася Club»
- «Кому вниз»
- «Гайдамаки»
- «Плач Єремії»

### 2004 рік, 5-6 червня
Учасники:
- «Крути педалі»
- «Берег Бонази»
- «Контрабас»
- «Бавовна»
- «Трутні»
- «Online»
- «Андерсон»
- «Димна суміш»
- Оксана Виговська
- Леся Горова та Юрко Товстоган
- «Очеретяний кіт»
- «Арахнофобія»
- «Скарб»
- «Вій»
- «Нумер 482»
- «Перкалаба»
- «Борщ»
- «Мертвий півень»
- «Гайдамаки»

### 2005 рік, 10-12 червня
Учасники:
- «Фома» («Мандри»)
- «Кому вниз»
- Тарас Петриненко
- «Комаха»
- Марія Хмільова
- «Файно»
- «Вікно»
- «Воанергес»
- «Гуцул Каліпсо»
- «Бумбокс»
- «Дивні діти»
- «Фактично самі»
- «Царство небесне»
- «Королівські зайці»
- Тарас Компаніченко
- Ольга Богомолець
- Олександр Смика
- «ТОЛ»
- «Талісман»
- «Карна»
- «Оркестр Янки Козир»
- «Онейроїд»
- «Катастрофа»
- «Смур»
- «Ot Vinta»
- «Транс-формер»
- «Арахнофобія»
- «Берег Бонази»
- «Pins»
- «Бавовна»
- «ДельТора»
- «Незвичайний Такотож»
- «Куца лава»

### 2006 рік, 8-10 вересня
Демонстровані кіно-стрічки:
- «Молитва за гетьмана Мазепу»
- «Поліські образки»
- «З найкращими побажаннями. Енвер»

Кобзарський день:
- лірник Сашко
- Володимир Єсипок
- батько і син Силенки
- лірник Ярема
- Едуард Драч
- Тарас Компаніченко
- Ігор Жук
- Василь Жданкін
- «Соколики»
- «Тернова ружа»
- «Любава»
- «Вишиванка»
- «Хореа козацка»
- Юрій Фединський
- Сергій Охримчук
- «Колодій»
- «Вертеп»
- «Контрабас»
- «ДельТора»
- «Нова земля»
- «Тінь Сонця»
- «Мандариновий рай»
- «Карпатіяни»

та інші
Учасники основного концерту:
- «Е-42»
- «O.Torvald»
- «Chill Out»
- «Талісман»
- «Pins»
- «Лінки»
- «Онейроїд»
- «П@П@ Карло»
- «Абздольц»
- «Файно»
- «ДМЦ»
- «Хорта»
- «Широко закриті очі»
- «Без обмежень»
- «Транс-формер»
- «Арахнофобія»
- «Квадраджесіма»
- «W.H.I.T.E»

### 2007 рік, 8-10 червня
Демонстровані кіно-стрічки:
- «Одкрита ніч»
- «Криниця для спраглих»
- «Сьомий маршрут»
- «Мамай»
- «Камінний хрест»

Кобзарська та бардівська пісня:
- Тарас Компаніченко
- Юрій Фединський
- Едуард Драч
- Олександр «Саунд» Музика
- Ігор Вишняков

та інші
Учасники основного концерту. 44 гурти серед яких:
- «Ot Vinta»
- «Оркестр Янки Козир»
- «Гайдамаки»
- «Кому вниз»
- «Перкалаба»
- «Холодне сонце»
- «Вурдалаки»
- «Транс-формер»
- «Царство небесне»
- «ДельТора»
- «ДМЦ»
- «Арахнофобія»
- «Контрабас»
- «Королівські зайці»
- «Рутенія»
- «Горгішелі»
- «Калєкція»
- «П@П@ Карло»
- «Хореа козацка»
- «Фома» («Мандри»)
- «Сонцекльош»
- «Джа і Ра»
- «Да біт»
- «Майже колір»
- «ТіК»
- «АтмАсфера»

### 2008 рік, 5-8 червня
Демонстровані кіно-стрічки:
- «Богдан Хмельницький»
- «Владика Андрей»
- «Повстання духу»

Вечір етнічної та народної музики:
- Остап Стахів
- «Бурдон»
- «Божичі»
- Володимир Смотритель
- Сімейний гурт Прокопчуків
- Народний колектив «Древо».

Рок-день:
- «Піккардійська терція»
- «Сестри Тельнюк»
- «Витівки»
- «Бандура Бенд»
- «Чоботи Бугая»
- «ДримбаДаДзига»
- «Пасіто»
- «Кімната Гретхен»
- «Інула»
- «Транс-формер»
- «Вечірній дощ»
- «Sтереометрія»
- «Онейроїд»
- «Діора»
- «De Shifer»
- «Фліт»
- «Платина»
- «Вій»
- «Роллік'с»
- «Степан Чумак»
- «Джапре»
- «Брем Стокер»
- «Краб»
- «Ефект метелика»
- «9 калібр»
- «ДМЦ»
- «Арахнофобія»
- «Сестра Керрі»
- «Kids Room 402»
- «Очі безодні»
- «Тартак»

### 2009 рік, 5-6 вересня
Учасники:
- «Kids Room 402»
- «Great Crunch»
- «Сестра Керрі»
- «Нове покоління»
- «Анімато»
- «Етцетера»
- «Контрабас»
- «ГАЛяК»
- «П@П@ Карло»
- «Мурени»
- «Теноре Бельканто»
- «Онейроїд»
- «Дніпрогес»
- «Транс-Формер»
- «Dazzle Dreams»
- «ДельТора»
- «Талісман»
- «Хатка Пта...»
- «ДримбаДаДзига»
- «ДМЦ»
- «Арахнофобія»
- «Postsense»
- «Фрезі Гранд»
- «Майор Пронін»
- «Гапочка»
- «Пропала грамота»
- «Кораллі»
- «Воанергес»
- «Merva»
- «Хуткі смоўж»
- «Гудімов»
- «С.К.А.Й.»

### 2010 рік, 16-18 липня
Учасники:
- «ДекаДанс»
- «Квітень»
- «Вперше чую»
- «Рапіра»
- «Дрім West»
- «Фіолет»
- «Ревенко Бенд»
- Марія Бурмака
- «Сестри Тельнюк»
- «Мотор'ролла»
- «Vivienne Mort»
- «Унабі»
- «Смайл»
- «Фростед»
- «Гра в темну»
- «Ілларія»
- «Мій Батько П'є»
- Росава
- «НеДіля»
- «Горгішелі»
- «Оторвальд»
- «Рекоста»
- «Kids Room 402»
- «Манія»
- «MAO Project»
- «Психотрон»